# Ісаково (Коськовське сільське поселення)
Ісаково (рос. Исаково) — присілок у Тихвінському районі Ленінградської області Російської Федерації.
Населення становить 40 осіб. Належить до муніципального утворення Коськовське сільське поселення.

## Історія
Населений пункт розташований на історичній Новгородській землі, знищеній Московським царством у 15 столітті.
Згідно із законом від 1 вересня 2004 року № 52-оз належить до муніципального утворення Коськовське сільське поселення.

## Населення
| 1910 | 1997 | 2007 | 2010 |
| ---- | ---- | ---- | ---- |
| 232  | ↘101 | ↘79  | ↘40  |